# Dobratsch-Gipfelhaus
Das Dobratsch-Gipfelhaus, vormals Ludwig-Walter-Haus oder auch Bleiberg-Haus, ist eine Schutzhütte der Sektion Villach des Österreichischen Alpenvereins (ÖAV) am Gipfel des Dobratsch (auch Villacher Alpe, slowenisch: Dobrač) am Ausläufer der Gailtaler Alpen, auf 2143 m ü. A. Höhe. Es steht 23 Höhenmeter unter dem Gipfel des Dobratsch (2166 m) neben einer ORF-Sendeanlage.

## Geschichte
Das erstmals bereits 1810 erbaute Schutzhaus ist im Besitz der Sektion Villach des Österreichischen Alpenvereins. Es erhielt in den Jahren 1873, 1907 und letztmals 1964 Erweiterungen. Benannt war es nach dem Stadtbaumeister Ludwig Walter. Dieser war ein ausgezeichneter Hochalpinist und führte von 1896 bis 1906 die Sektion Villach des Deutschen und Österreichischen Alpenvereins (DuOeAV). Als Fachmann war er maßgeblich am zweiten Umbau (1907) und der Vergrößerung des Gipfelhauses beteiligt. Am 24. Juni 1921 verstarb Baurat Walter; in Würdigung seiner Verdienste wurde das Haus posthum in Ludwig-Walter-Haus umbenannt.
Am 10. Juli 2010 erfolgte der Spatenstich für einen Neubau, der am 21. Dezember 2010 in Betrieb ging. Eine Eröffnungsfeier erfolgte 2011. Das Gebäude ist ein hoch wärmegedämmtes Passivhaus. Sonnenenergie wird dreifach genutzt:
- Ein Großteil der Fensterflächen ist nach Süden orientiert, ein wesentlicher Teil auch nach Osten, sodass schon Morgensonne Wärme ins Gebäude strahlen kann.
- Die gegenüber der Vertikalen leicht geneigte Südfassade integriert 52 Wärmekollektoren.
- 30 Photovoltaik-Module bilden eine Fläche mit etwa 45° Schräge vor der besonnten Süd-Terrasse.

Alle Abwässer werden über eine Bio-Kläranlage aufbereitet.
Seit 21. Dezember 2010 ist das Dobratsch-Gipfelhaus, vormals Ludwig-Walter-Haus, wieder in Betrieb.
Diese Schutzhütte wird auch vom Gailtaler Höhenweg (GHW) und der 30. Etappe des Julius Kugy Alpine Trail besucht.
Mangels Pächter war das Gipfelhaus 2023 mehrere Monate geschlossen bevor es im Juni 2023 wieder öffnete.

## Zugänge
- Vom Parkplatz Roßtratte (1700 m) in 1½ Stunden.
- Durchs Bärental in 1 Stunde.
- Von Villach (510 m) über Hundsmarhof und Kaserin in 5 Stunden.
- Von Heiligengeist (900 m) in 3½ Stunden.
- Von Bad Bleiberg (892 m)
  - über die Schihütte in 4 Stunden oder
  - durch den Almlahner in 3 Stunden.
- Von Kreuth (864 m) über Thor (1140 m) in 3 Stunden.
- Von Nötsch (564 m) in 5 Stunden.